# Abathur

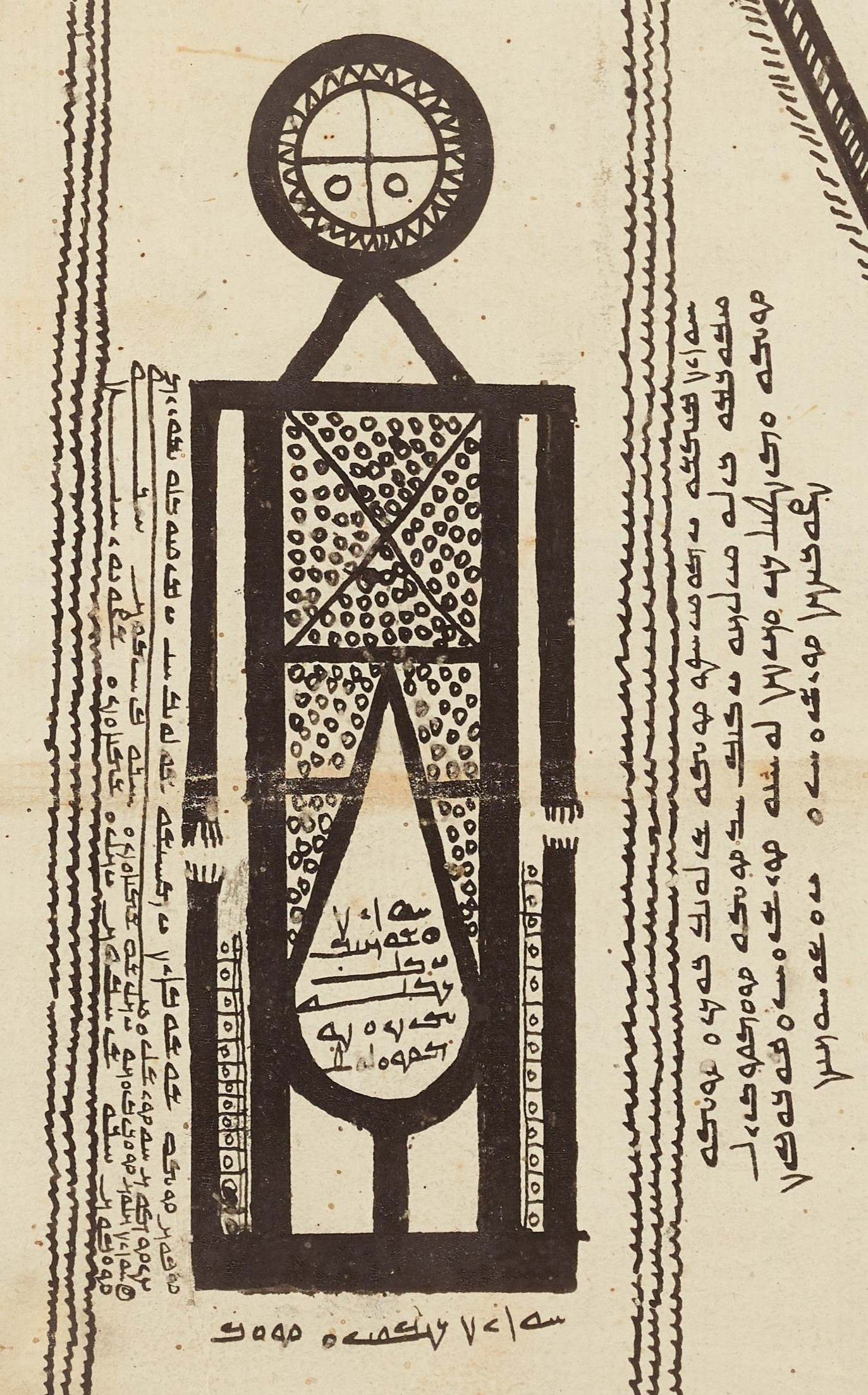
Een afbeelding van Abathur

Abathur was in het Mandaïsche geloof een Uthra (Engel) gemaakt door Hayyi Rabbi dat de rol van rechter van de doden had. De betekenis van de naam zou 'hij met de weegschaal' zijn. Hij woog de daden van de overleden Zielen en bepaalde aan de hand daarvan of ze naar de hemel of de onderwereld moesten. De oude Mandaeërs (in Zuid-Irak en Zuidwest-Iran) verpersoonlijkten Abathur met het 'derde leven'.